# U.S. Pro Tennis Championships 1986
Lo U.S. Pro Tennis Championships 1986  è stato un torneo di tennis giocato sulla terra rossa. È stata la 59ª edizione del torneo, che fa parte del Nabisco Grand Prix 1986. Il torneo si è giocato al Longwood Cricket Club di Boston negli Stati Uniti, dal 21 al 27 luglio 1986.

## Campioni

### Singolare maschile
Andrés Gómez ha battuto in finale  Martín Jaite con il punteggio di 7–5, 6–4

### Doppio maschile
Hans Gildemeister /  Andrés Gómez hanno battuto in finale  Dan Cassidy /  Mel Purcell con il punteggio di 4–6, 7–5, 6–0